# Лернер Давид Михайлович
Давид Михайлович Лернер (20 вересня 1909, Жмеринка — 30 березня 2012, Москва) — радянський і російський піаніст. Народний артист Російської Федерації (1996).

## Біографія
Закінчив Київську консерваторію (1932), працював в оркестрі ЦДКА в Москві.
З 1936 року концертмейстер радіокомітету Петропавловська-Камчатського — як стверджується, привезений Лернером з собою рояль був першим роялем на Камчатці.
В 1937—1939 роках в ув'язненні.
1942—1945 роках служив мічманом на Тихоокеанському флоті.
Кавалер ордена Вітчизняної війни.
Потім працював у Москві, переважно акомпаніатором. Протягом 20 років супроводжував виступи М.П. Максаковою, близько 15 років — С.Я. Лемешева був концертмейстером під час гастролей у СРСР М. Гедда,  П. Робсона та інших відомих виконавців. Також акомпанував Емілю Горовцу, Мусліму Магомаєву, Сіді Таль, Лідії М'ясникова і Соломона Хромченко. Пізніше виступав як соліст, широко гастролюючи по всьому Радянському Союзу.
Заслужений артист РРФСР (1991), Народний артист Російської Федерації.
Похований на Троєкуровському кладовищі.